# ハンブルグ日本人学校
ハンブルグ日本人学校（ハンブルグにほんじんがっこう、独: Japanishe Schule in Hamburg e.V.）とはドイツのハンブルク都市圏内にある日本人学校である。

## 概要
1981年4月23日に開校。最初の校舎はハンブルク市内のOsdorfer Landstr．390/392にあった。
シュレースヴィヒ＝ホルシュタイン州のハルステンベックにある現在の校舎は1994年にArchitekten R+Kが設計・建設した。 校舎は体育施設を含め3,500平方メートル (38,000 sq ft)の広さを誇り、2013年時点で110人の生徒と13人の教師が在籍していた。教師は全員日本政府が日本より派遣したものである。
校歌は、かつて派遣されていた教員の山下晴夫が制作した。
また校内には1994年以降ハンブルグ補習授業校が併設されている。

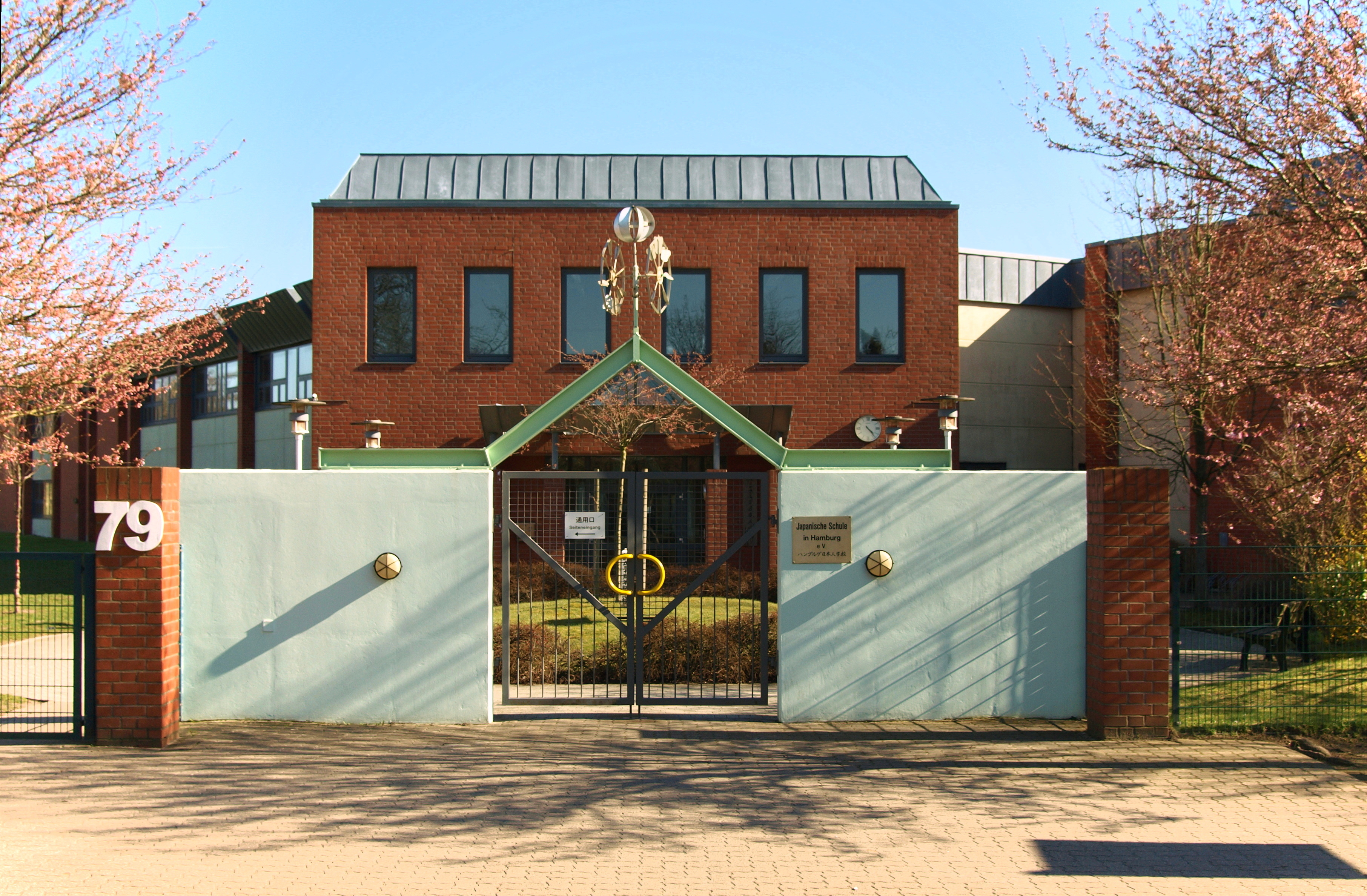
正門
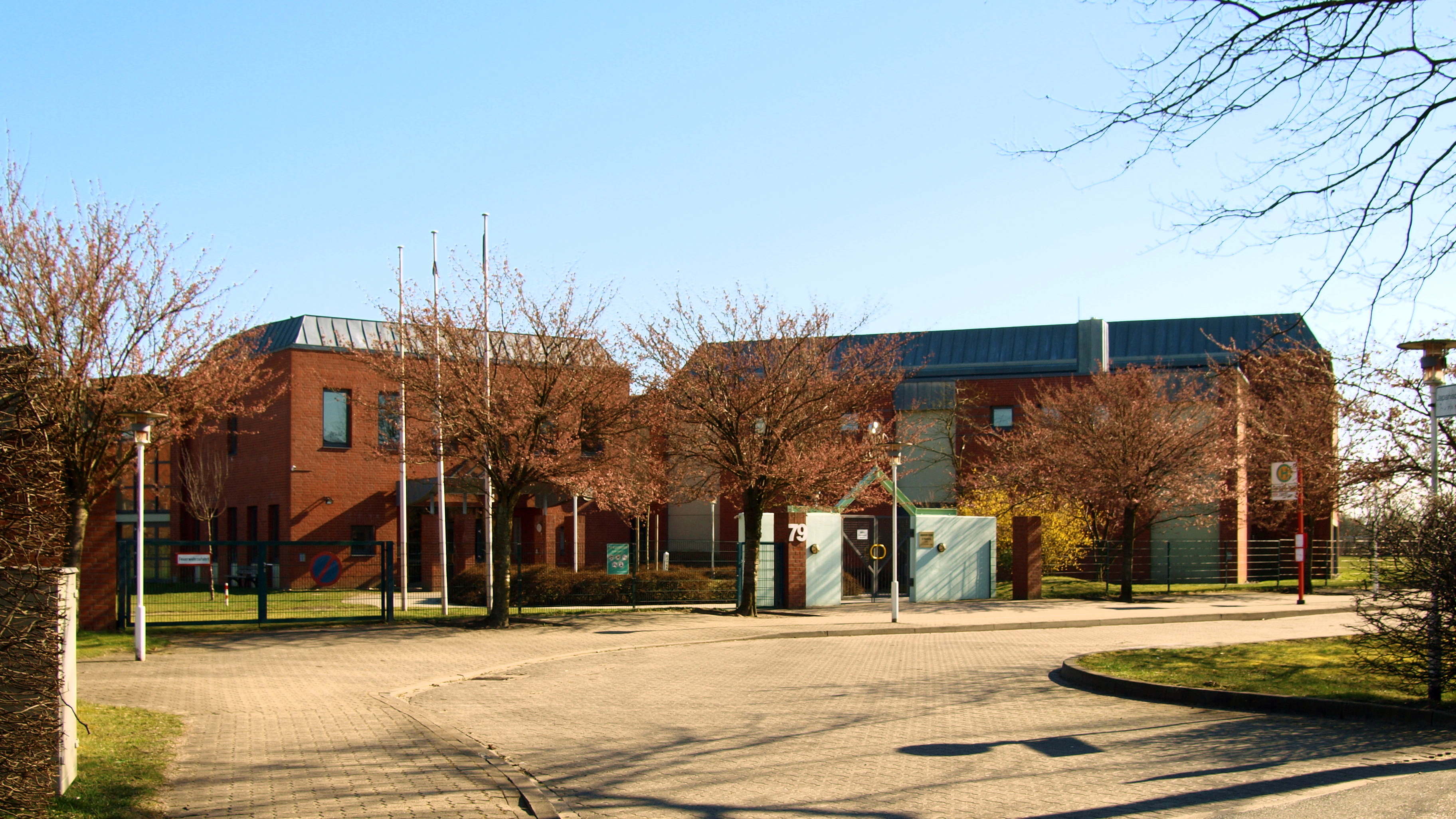
校舎